# Manon Basseville
Manon Basseville, née le 22 août 1998 à Clermont-l'Hérault, est une coureuse cycliste française spécialiste de VTT Trial. Elle arrête sa carrière à l'issue de la saison 2021 pour devenir entraineur,,.

## Palmarès en VTT

### Championnat du monde
- Vallnord 2015
  -  Championne du monde trial par équipes
- Val di Sole 2016
  -  Championne du monde trial par équipes
- Chengdu 2017
  -  Championne du monde trial par équipes
- Chengdu 2018
  -  Médaillée d'argent du vélo trial 20 pouces
  -  Médaillée de bronze du championnat du monde trial par équipes
- Chengdu 2019
  -  Médaillée de bronze du vélo trial 20 pouces
  -  Médaillée de bronze du trial par équipes
- Vic 2021
  -  Médaillée d'argent de vélo trial par équipes
  -  Médaillée de bronze du vélo trial 20 pouces

### Coupe du monde
- 2017 : 2e du classement général
- 2018 : 2e du classement général
- 2019 : 3e du classement général

### Championnat d'Europe
- 2018
  -  Médaillée d'argent du championnat d'Europe
- 2019
  -  Médaillée d'argent du championnat d'Europe

### Championnats de France
- 2015
  -  Championne de France de trial
- 2016
  -  Championne de France de trial
- 2017
  -  Championne de France de trial
- 2018
  -  Championne de France de trial
- 2018
  -  Championne de France de trial
- 2019
  -  Championne de France de trial
- 2020
  -  Championne de France de trial
- 2021
  -  Championne de France de trial

### Coupe de France
- 2015 : 1re à Montgenèvre et Poitiers
- 2016 : 1re à Poitiers
- 2017 : 1re à Montgenèvre
- 2018 : 1re à Les menuires